# 日光検定
日光検定（にっこうけんてい）とは、栃木県日光市の日光商工会議所が主催するご当地検定のひとつである。
2008年から年に一回開催されている。

## 目的
日光市全体を深く理解し、観光ガイドのみならず周遊コースの提案・案内のできる人材育成。日光コンシェルジュ育成事業である。

## 受験資格
制限なし

1級受験には2級合格していることが必要。

2級受験には3級合格していることが必要。

## 受験内容
2006年3月20日合併された市町村、旧今市市、旧日光市、旧藤原町、旧足尾町、旧栗山村の5地域の歴史・文化・観光・自然等及び、合併後の日光市の概要より出題される。

## 合格認定
合格者には認定証が発行される。3級は銅、2級は銀、1級は金。
合格者対象において一定期間開催される地域学講座(5回実施)のうち3回以上受講した者に対し、3級銅バッジ・2級銀バッジ・1級金バッジが授与される。